# 皮利 (菲律宾)

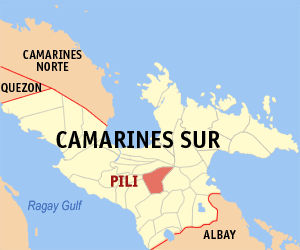

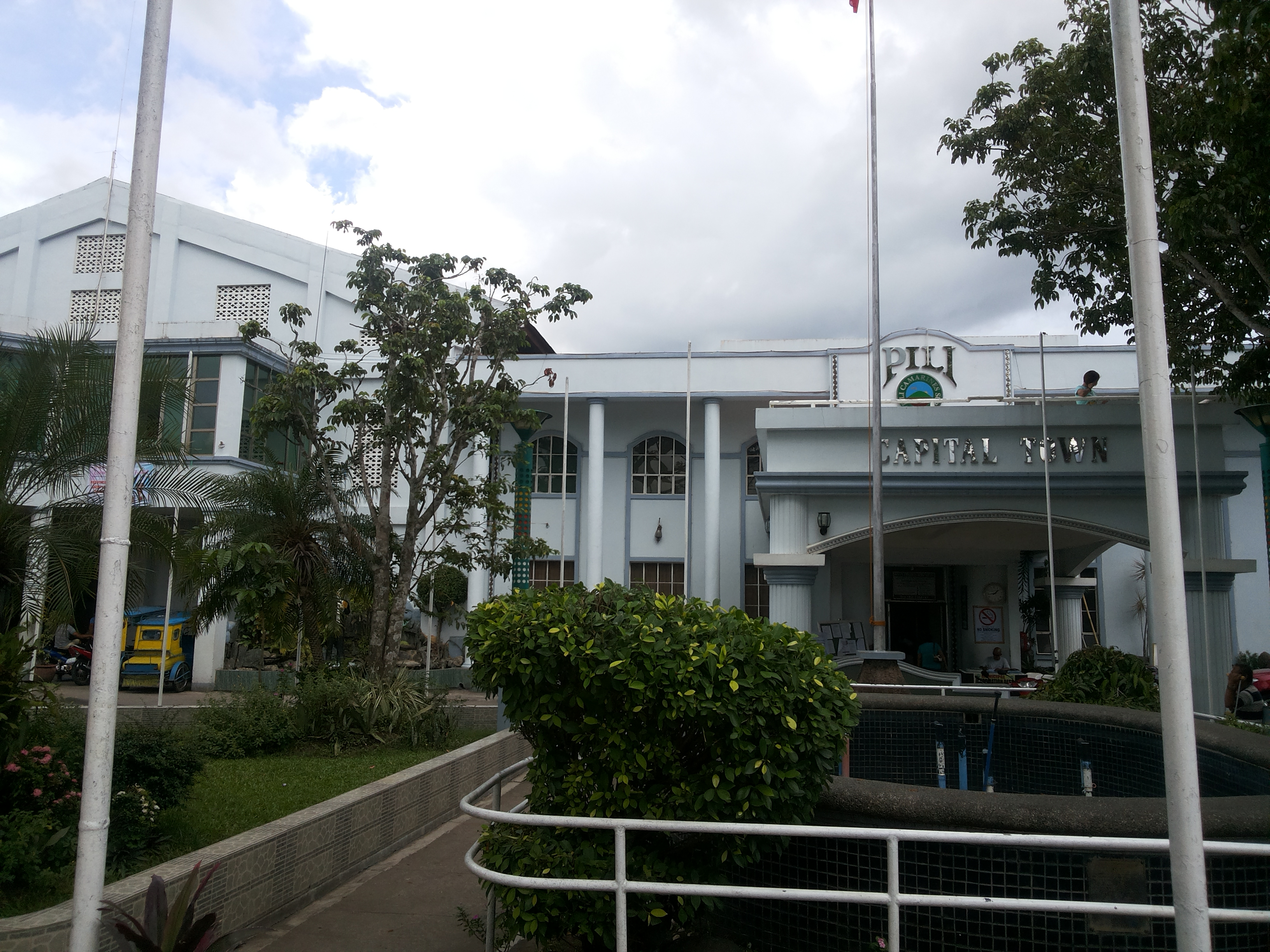
皮利市政厅

皮利（英語：Pili），是菲律賓南甘馬仁省的一座省府。面積126.25平方公里。根據2015年人口普查結果，皮利拥有89,545名居民。